# Grosshaus

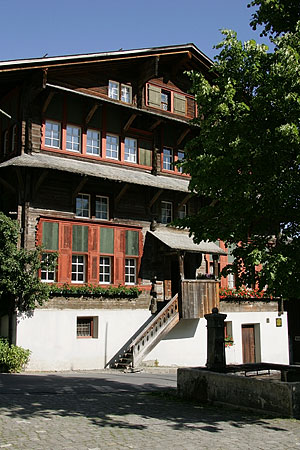
Grosshaus

Das Grosshaus ist ein Bauwerk in Elm im Schweizer Kanton Glarus. Das Baujahr und die Bauherrschaft sind nicht bekannt. Die unteren Geschosse stammen aus der Mitte des 16. Jahrhunderts und das dritte Obergeschoss sowie die Dachgeschosse aus dem frühen 17. Jahrhundert. Das Haus ist mit unverschalten Klebedächern, Fall- und Schiebeläden ausgestattet, die ebenfalls aus dem 17. Jahrhundert stammen. Der Bau steht unter Schutz von Bund und Kanton.
Koordinaten: 46° 55′ 10″ N, 9° 10′ 20,5″ O; CH1903: 732049 / 197941